# 雷根氏食蚊魚
雷根氏食蚊魚，為輻鰭魚綱鯉齒目鯉齒亞目花鳉科的其中一種，分布於中美洲墨西哥Tamaulipas淡水流域，體長可達3.5公分，棲息溪流、池塘、沼澤，屬於肉食性，生活習性不明。

## 擴展閱讀
維基物種上的相關：雷根氏食蚊魚